# شیرالدین بابایف
شیرالدین بابایف (روسی: Шериддин Зоирович Бобоев؛ زادهٔ ۲۱ آوریل ۱۹۹۹) بازیکن فوتبال اهل تاجیکستان است که در پست مهاجم برای باشگاه فوتبال صنعت نفت آبادان در لیگ برتر خلیج فارس بازی می‌کند.
از باشگاه‌هایی که در آن بازی کرده‌است می‌توان به باشگاه فوتبال استقلال دوشنبه اشاره کرد.
وی همچنین در تیم ملی فوتبال تاجیکستان بازی کرده‌است.